# Jorge Peris
Jorge Peris Mussó (Barcelona, 28 de julio de 1952 - Gelida, 5 de enero de 1985) fue un político, abogado y empresario español.

## Biografía
Nacido en 1952 en Barcelona, era licenciado en Derecho y ejercía de abogado, además de ser director de una empresa embotelladora de agua. En el ámbito político estaba afiliado a Alianza Popular (AP) y fue su secretario general adjunto en Cataluña, secretario general provincial de Tarragona y miembro de la junta directivo de AP a nivel nacional. En las elecciones al Parlamento de Cataluña de 1984 fue elegido diputado de AP por Tarragona y ocupó el cargo hasta que falleció en enero de 1985, en un accidente de tráfico en Gelida.